# Bielany (rejon grodzieński)
Bielany (biał. Бяляны, Bialany; ros. Беляны, Bielany) – wieś na Białorusi, w obwodzie grodzieńskim, w rejonie grodzieńskim, w sielsowiecie Podłabienie.
W latach 1921–1939 Bielany należały do gminy Nowy Dwór w ówczesnym województwie białostockim.